# Новокалендарники
Новокалендарники, або новостильники — це східні православні християни, які прийняли новоюліанський календар (чи григоріанський календар), замінивши таким чином попередній юліанський календар, а також люди, які виступають за таку зміну всередині якоїсь групи. Історично більшість змін календаря відзначалися дискусіями між тими, хто хотів прийняти новий календар (часто вважався новаторами), і тими, хто виступав проти таких змін (часто вважався традиціоналістами).
В історії християнства такі дебати були розпочаті після 1582 р., коли Католицька церква, а саме Латинська церква змінила астрономічно неправильний юліанський календар на григоріанський календар. У період Раннього Нового часу ця зміна викликала дискусії в усьому західному християнстві, особливо в протестантських країнах, де прихильників нового календаря часто вважали папістами.
Зрештою, новокалендарники взяли гору, і до XVIII століття григоріанський календар був офіційно прийнятий навіть у протестантських країнах як цивільний календар, але все ж зіткнувся з деякою спротивом менших груп. У Королівстві Великої Британії новий календар був офіційно введений у 1752 р.
Приблизно в той же час у кількох східних католицьких церквах тривали дебати між новокалендарниками та старокалендарниками. Ці дискусії були зосереджені переважно на ритуальних питаннях і закінчувалися різними компромісами. У зв'язку з цим Святий Престол визнав необхідність збереження ритуальних відмінностей, включаючи різні питання, пов'язані з літургійним календарем.

## Новокалендарники в східному християнстві

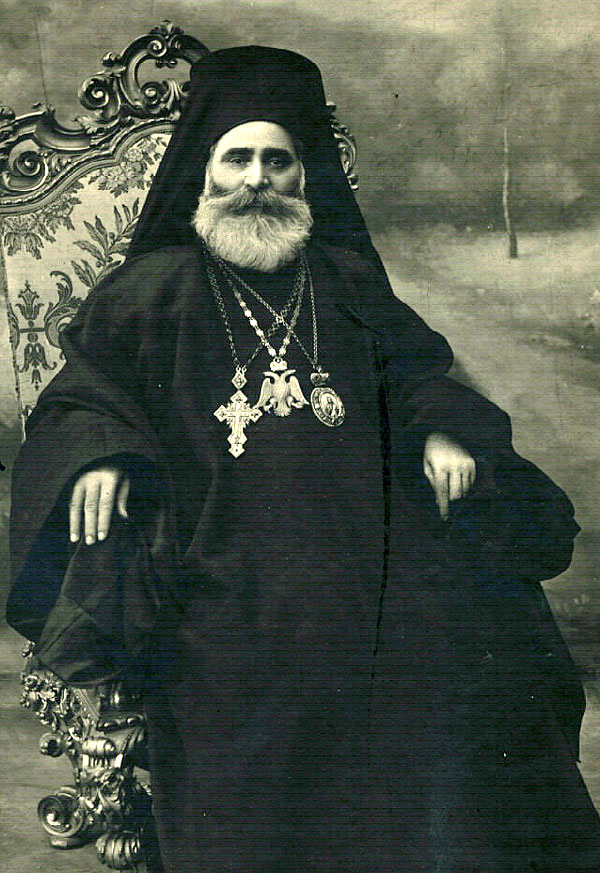
Вселенський патріарх Константинополя Мелетій IV, один з найвизначніших новокалендарників

У східному християнстві нові календарі часто стикалися з додатковими проблемами. У різних східно-православних та орієнтальних православних церквах, а також у східно-сирійських православних церквах діяльність новокалендарників відзначалася тривалими дебатами та періодичними суперечками, які в деяких випадках призводили до внутрішніх конфліктів та відкритих розколів.
Починаючи з 1923 р., коли був розроблений новоюліанський календар, кілька східних православних церков внесли часткові зміни у свої літургійні календарі. Ці зміни ґрунтувалися на застосуванні новоюліанського календаря для літургійного святкування нерухомих свят (включаючи Різдво Христове), тим самим зводячи використання старого юліанського календаря до літургійного святкування рухомих свят (свят Великоднього циклу).
Таким чином, була введена практика подвійного використання календаря, а отже, її прийняли вищі патріархати Константинополя, Александрії та Антіохії, а також: Болгарська православна церква, Церква Греції, Церква Кіпру, Румунська православна церква, Православна церква Чеських земель і Словаччини, Автокефальна православна церква Албанії та більшість Православної церкви Америки, Православна церква України.
Церкви, які все ще використовують лише юліанський календар, це: Єрусалимський патріархат, Московський патріархат, Сербська православна церква (включаючи неканонічну Чорногорську православну церкву), Македонська православна церква, Грузинська апостольська автокефальна православна церква. У східному православ'ї питання, пов'язані з реформою календаря, не спричинили розриву спілкування або розколів між канонічними церквами, але вони викликали суперечки та внутрішні розколи в деяких церквах. Результатом цих конфліктів стало виникнення давньокалендарного руху і, як наслідок, створення окремих церков, тим самим розриваючи спілкування з тими церквами-матерями, які прийняли календарну реформу.
Питання, пов'язані з реформою календаря, були однією з основних причин розколу в Ассирійській церкві Сходу, яка запровадила новий календар у 1964 році. Противники реформи відокремилися і сформували Давню церкву Сходу.